# Barbara Hepworth
Barbara Hepworth (Wakefield,Yorkshire, 10 de janeiro de 1903 — Saint Ives, Cornualha, 20 de maio de 1975), foi uma artista e escultora britânica. Seu trabalho exemplifica o modernismo e, em particular, a escultura moderna. Junto com artistas como Ben Nicholson e Naum Gabo, Hepworth foi uma figura importante na colônia de artistas que residiram em St Ives durante a Segunda Guerra Mundial.

## Esculturas famosas
Em 1951, Hepworth foi contratado pelo Arts Council para criar uma peça para o Festival of Britain. O trabalho resultante apresentou duas figuras de calcário irlandês intituladas, "Contrapuntal Forms" (1950), que foi exibido no South Bank de Londres; mais tarde foi doado para a cidade nova de Harlow e exibido em Glebelands, onde permanece. Para completar a peça em grande escala, Hepworth contratou seus primeiros assistentes, Terry Frost, Denis Mitchell e John Wells. 
A partir de 1949 trabalha com assistentes, 16 ao todo. Uma de suas obras de maior prestígio é Single Form, que foi feito em memória de seu amigo e colecionador de suas obras, o ex-secretário-geral Dag Hammarskjöld, e que fica na praça do prédio das Nações Unidas em New Cidade de York. Foi encomendado por Jacob Blaustein, um ex-delegado dos Estados Unidos na ONU, em 1961, após a morte de Hammarskjöld em um acidente de avião. 
Em 20 de dezembro de 2011, sua escultura de 1969 Two Forms foi roubada de seu pedestal em Dulwich Park, no sul de Londres. As suspeitas são de que o roubo foi cometido por ladrões de sucata. A peça, que estava no parque desde 1970, tinha um seguro de £ 500 000, disse um porta-voz do Conselho de Southwark.
Uma das edições de seis de sua escultura de bronze de 1964, Rock Form (Porthcurno), foi removida do Mander Centre em Wolverhampton na primavera de 2014 por seus proprietários, o Royal Bank of Scotland e Dalancey Estates. Seu súbito desaparecimento levou a perguntas no Parlamento em setembro de 2014. Paul Uppal, membro do Parlamento de Wolverhampton South West disse: "Quando o Rock Form foi doado pela família Mander, foi feito na crença de que seria apreciado e apreciado pelo povo de Wolverhampton por gerações... Pertence e deve ser apreciado pela cidade de Wolverhampton. "A escultura foi emprestada à cidade por RBS e pode ser visto na Wolverhampton City Art Gallery.

## Galeria

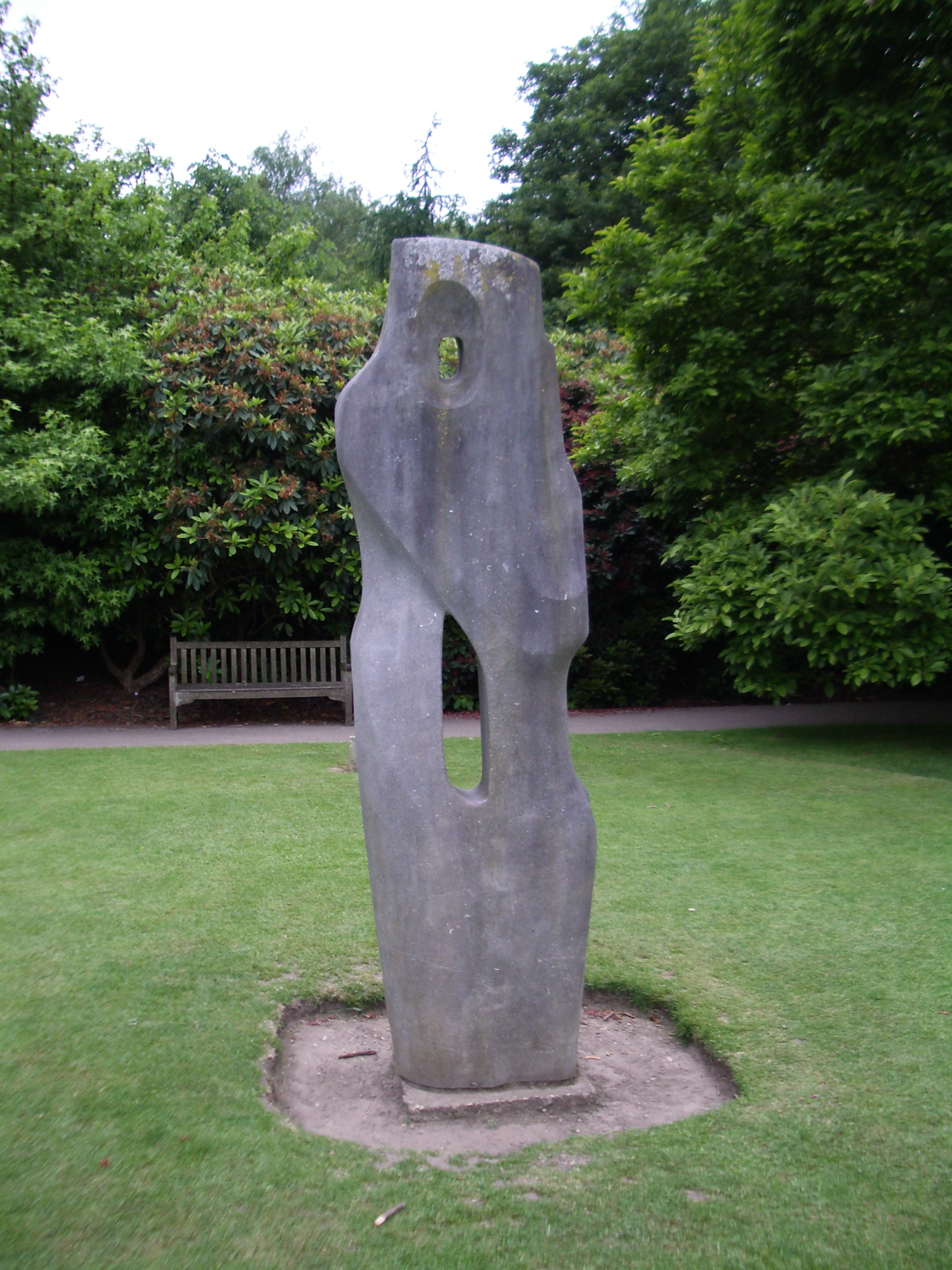
Monolith-Empyrean, 1953.
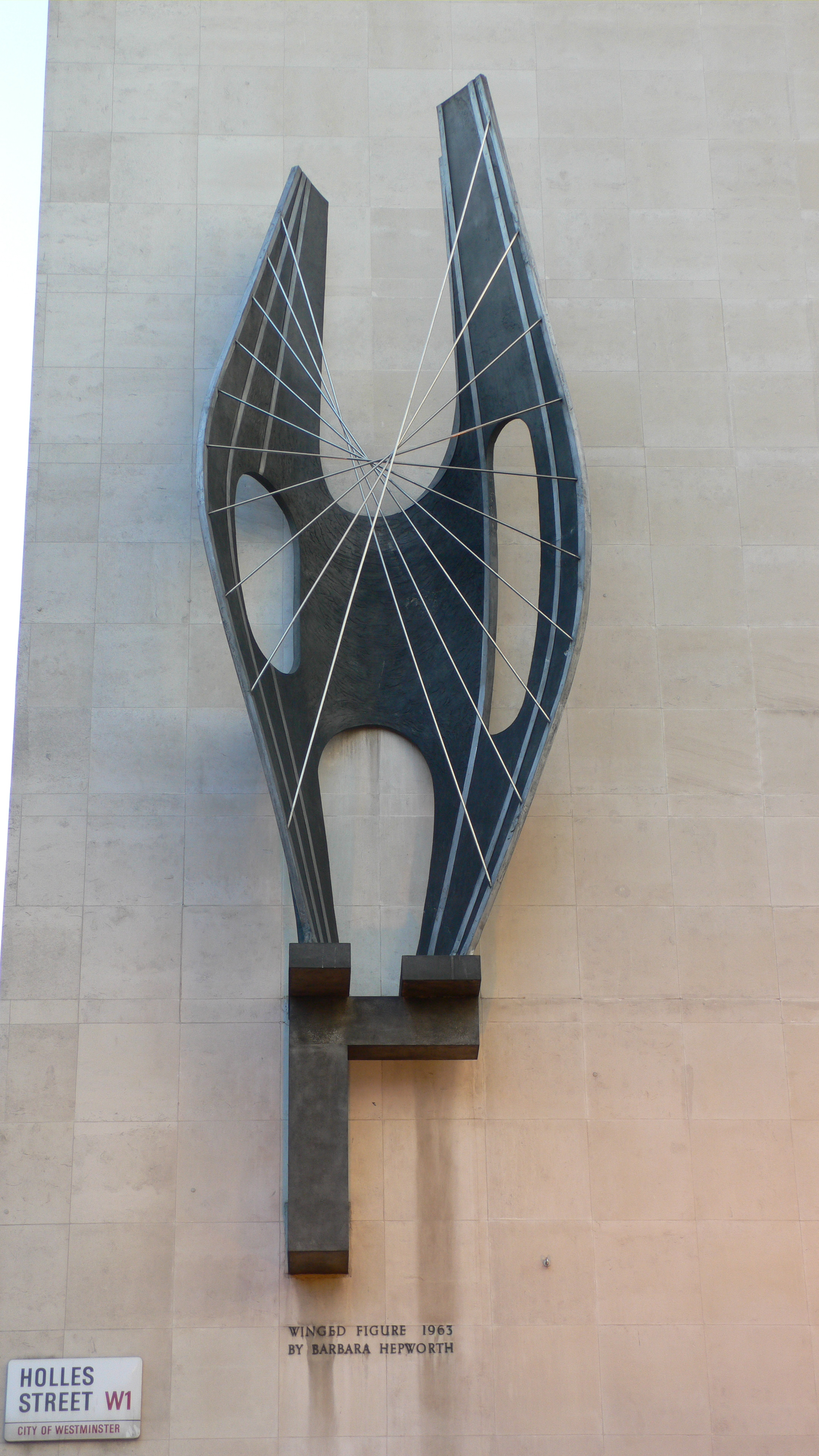
Winged Figure, 1963, na lateral da loja de departamentos John Lewis, Holles Street e Oxford Street, Londres.
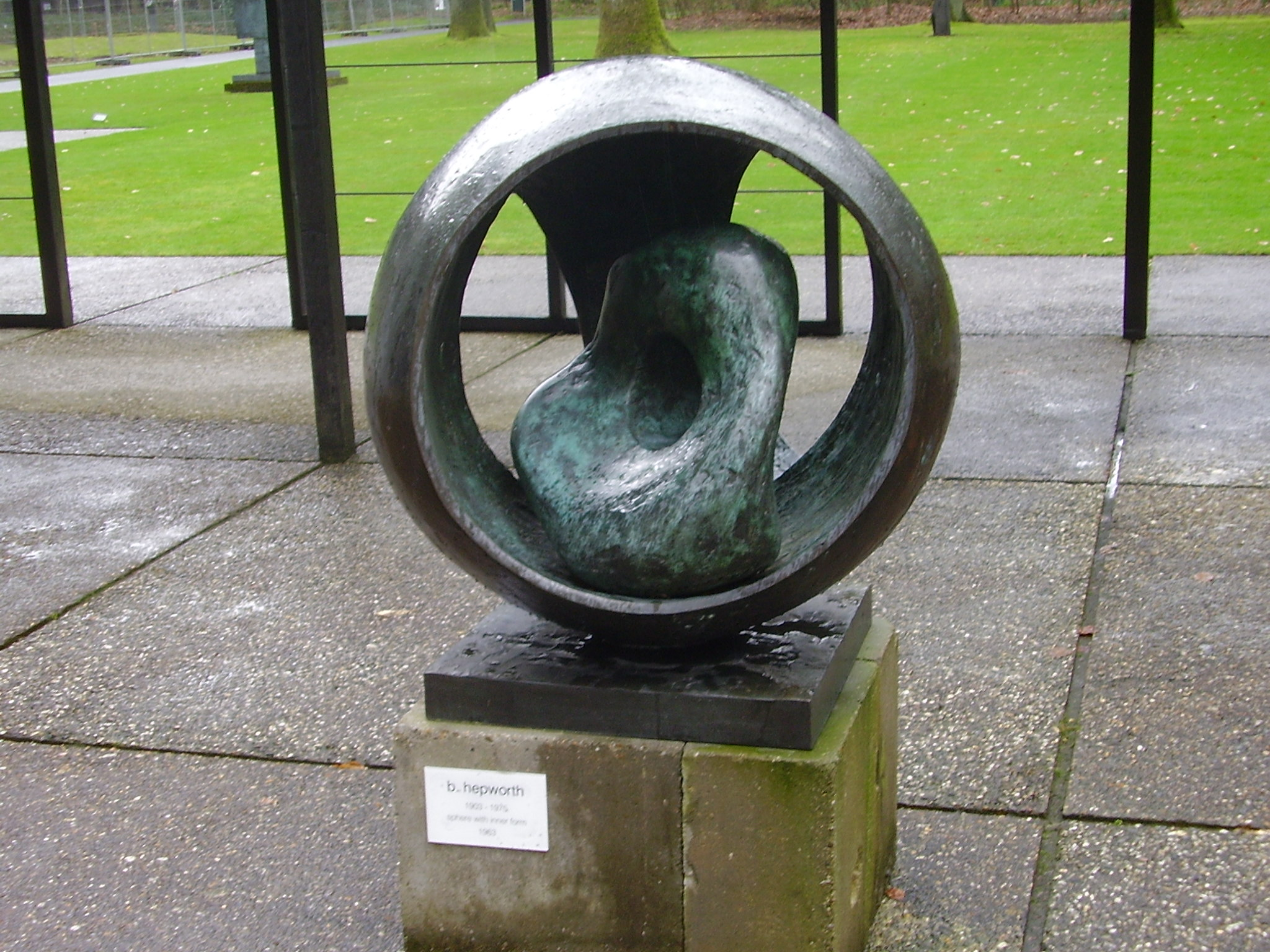
Sphere with Inner Form, 1963, no Museu Kröller-Müller, Otterlo, Holanda
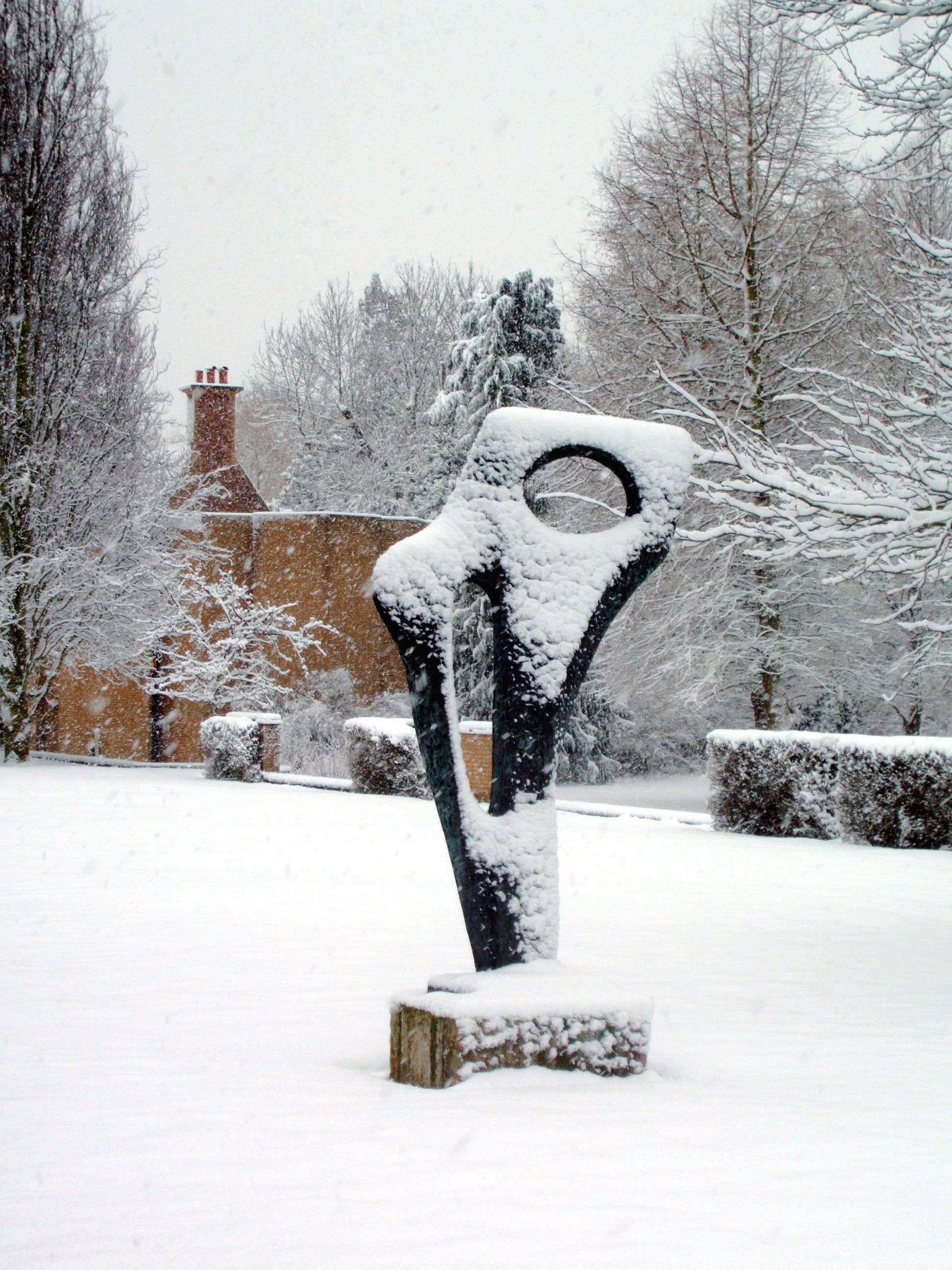
Achaean, c. 1963, no St Catherine's College, Oxford
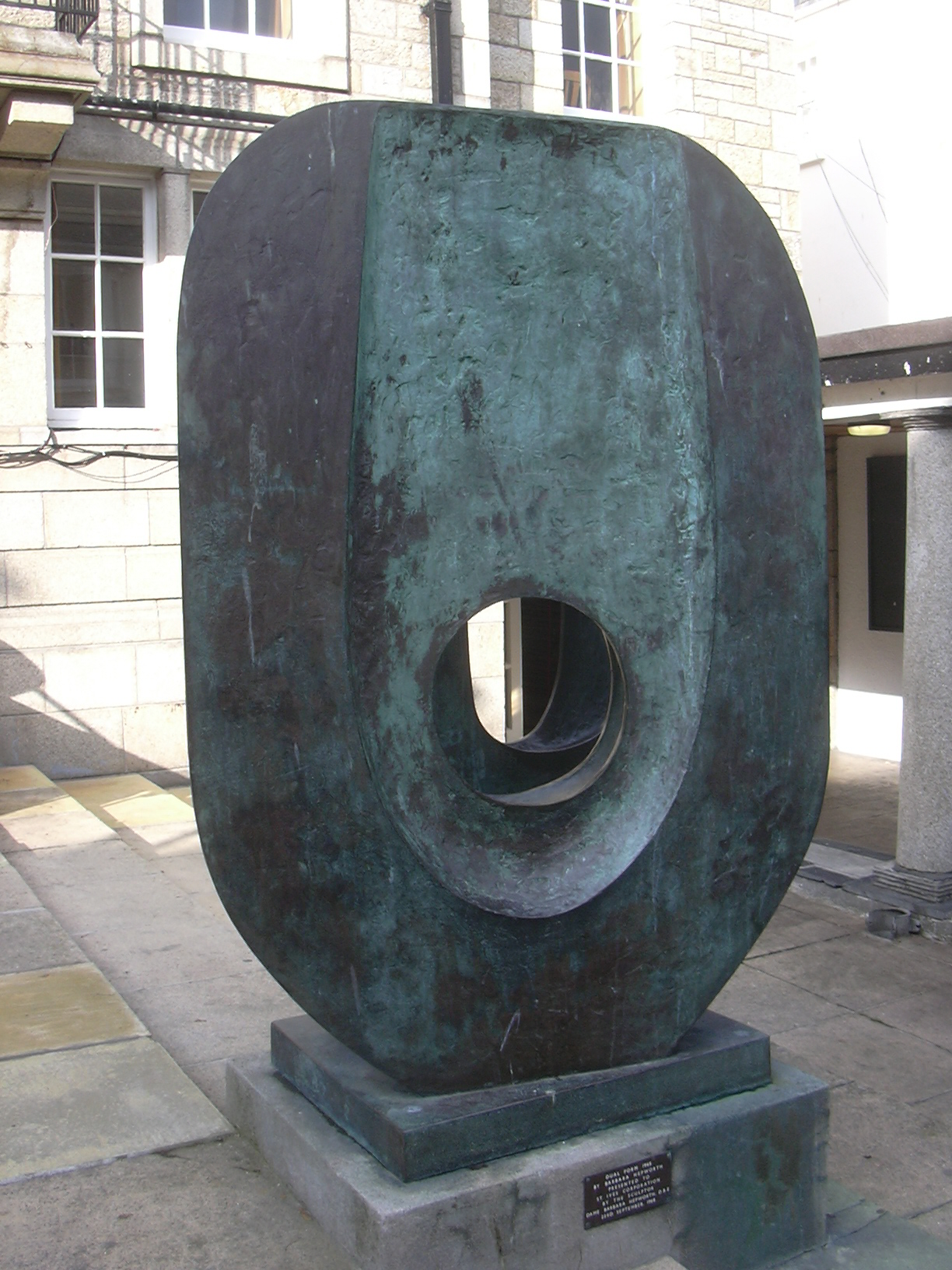
Dual Form em St Ives Guildhall.
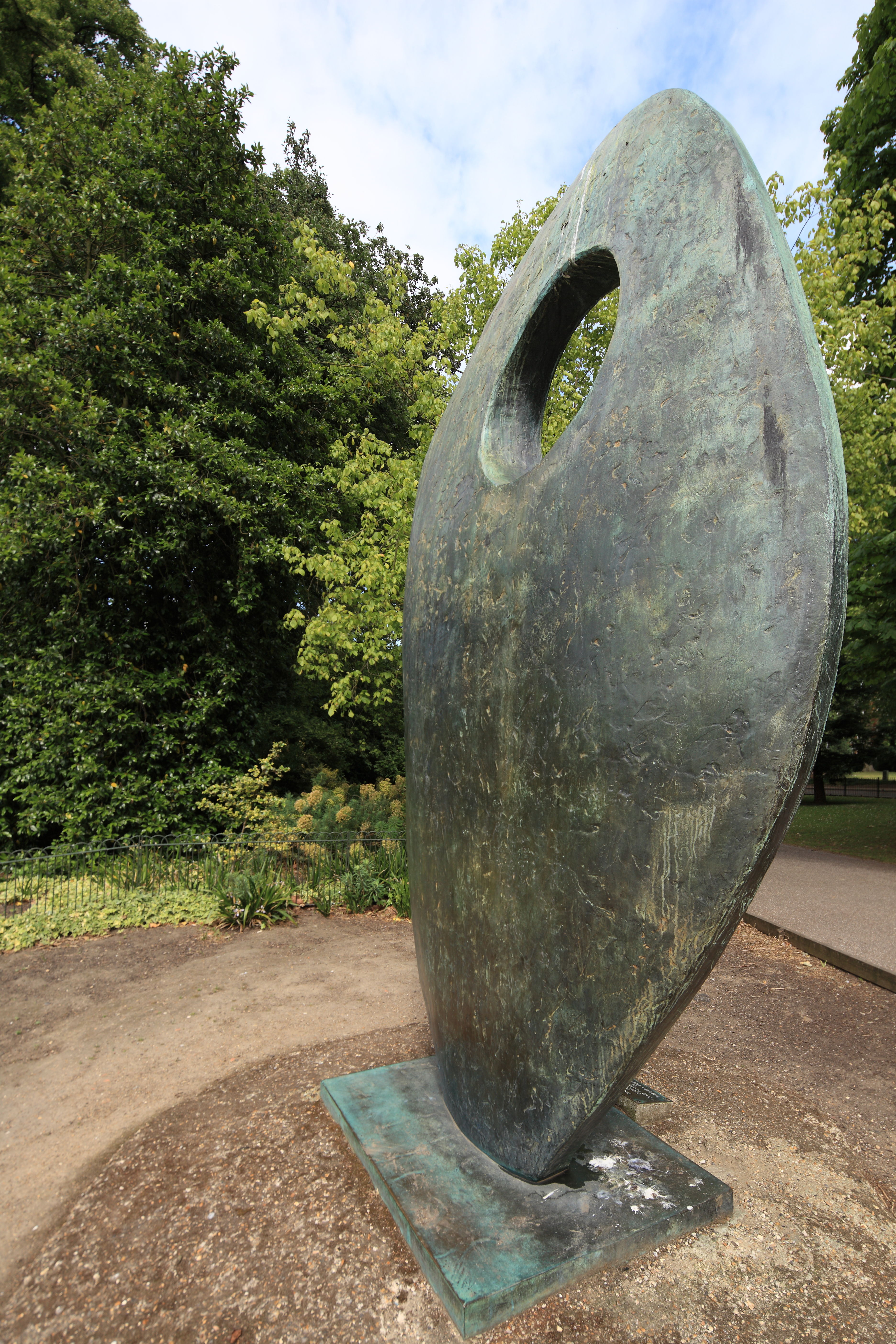
Single Form (Memorial) em Battersea Park, Londres.
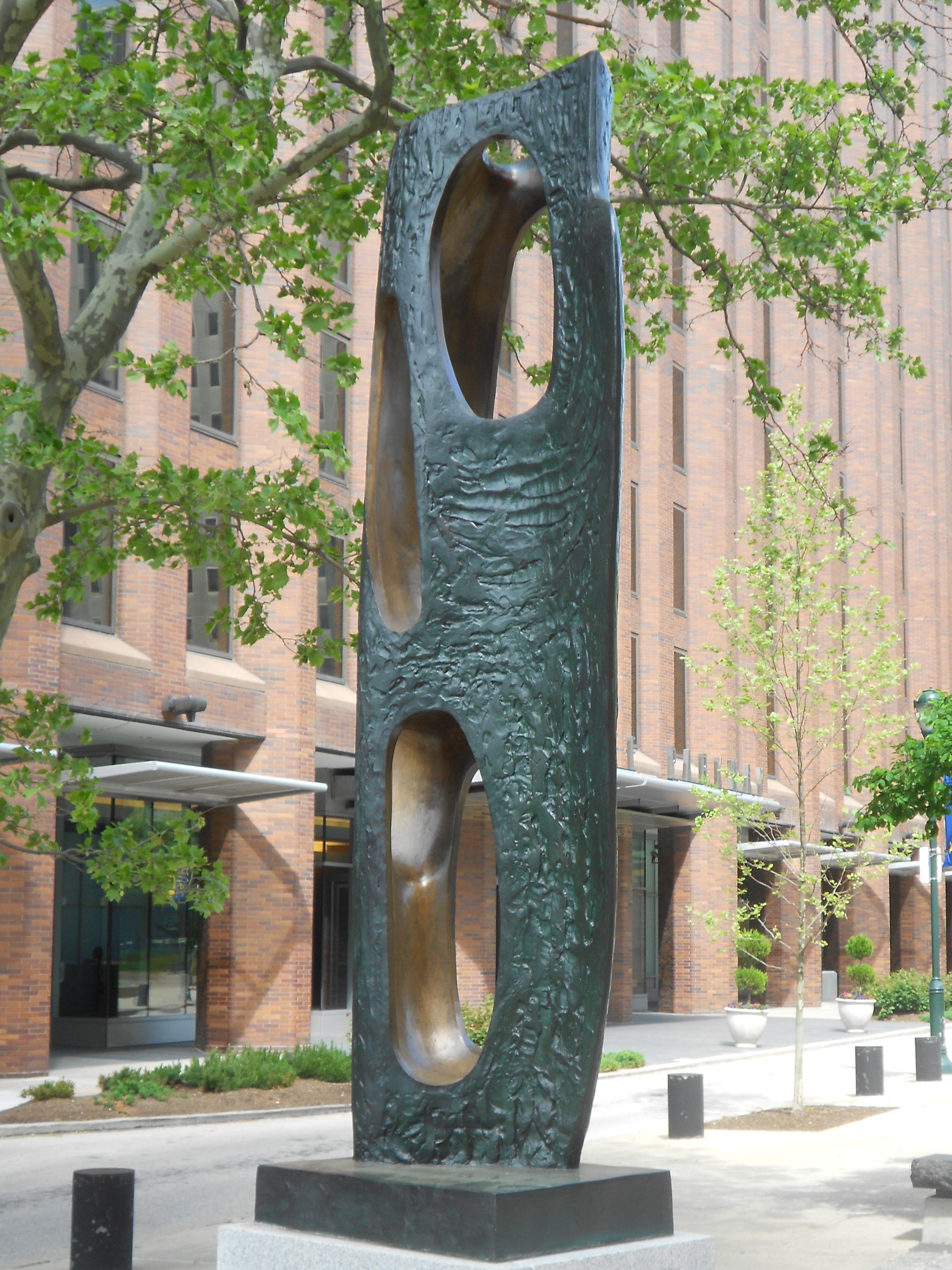
Rock Form (Porthcurno), 1964, Franklin Parkway, Filadélfia, Pensilvânia
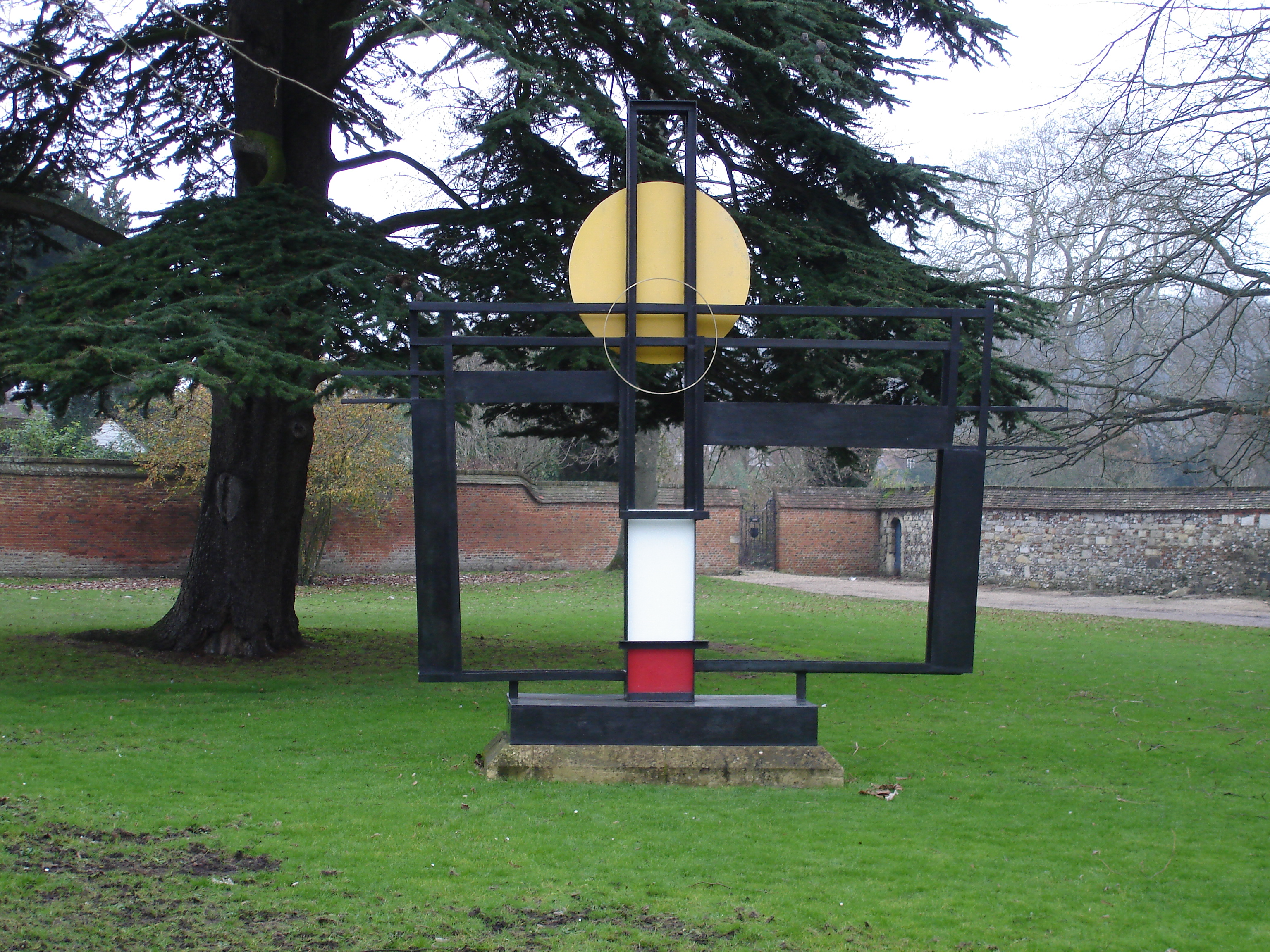
Construction (Crucifixion): Homenagem a Mondrian, 1966, fora da Catedral de Winchester
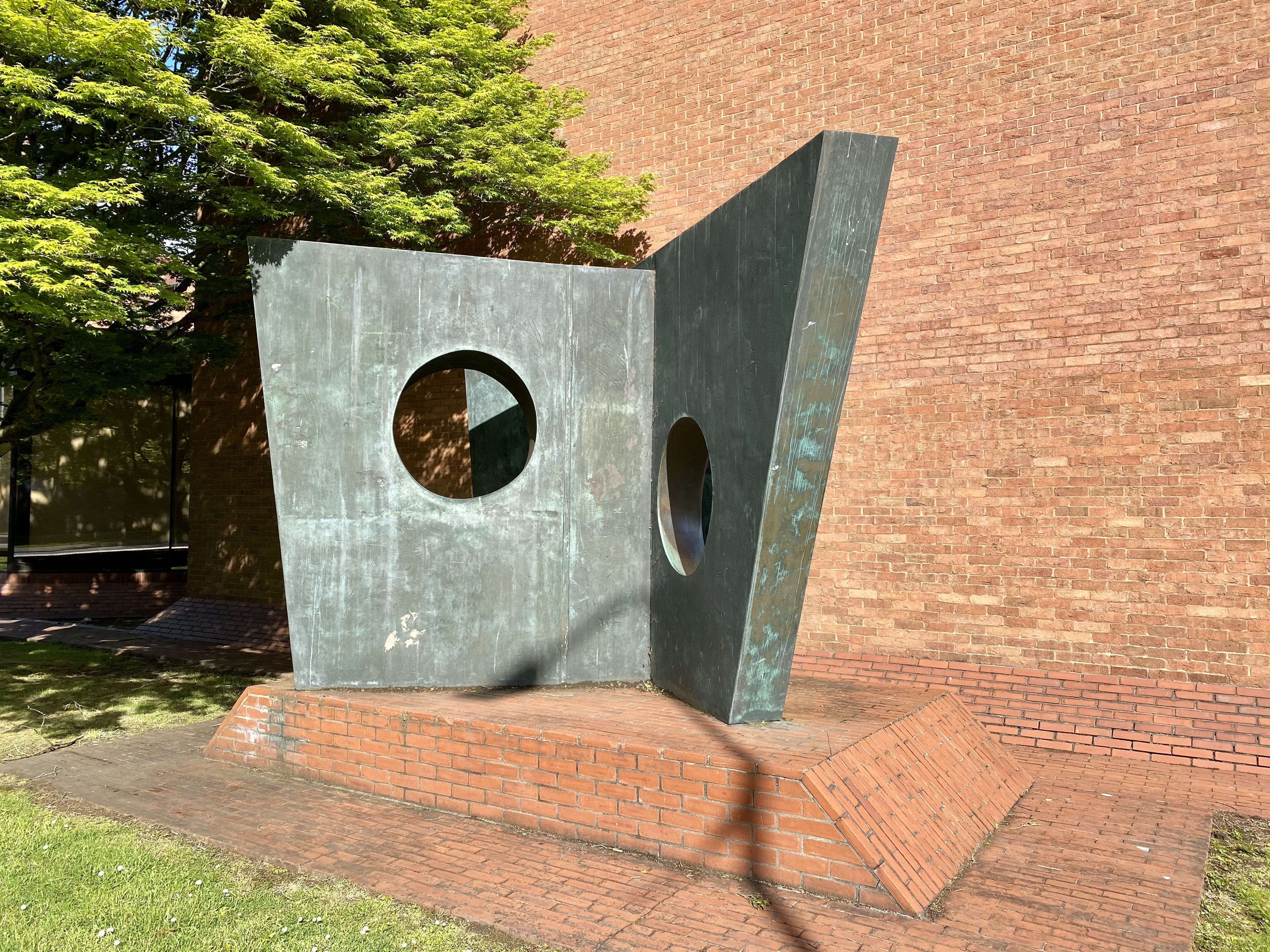
Three Obliques (Walk In), 1968, na Cardiff University School of Music
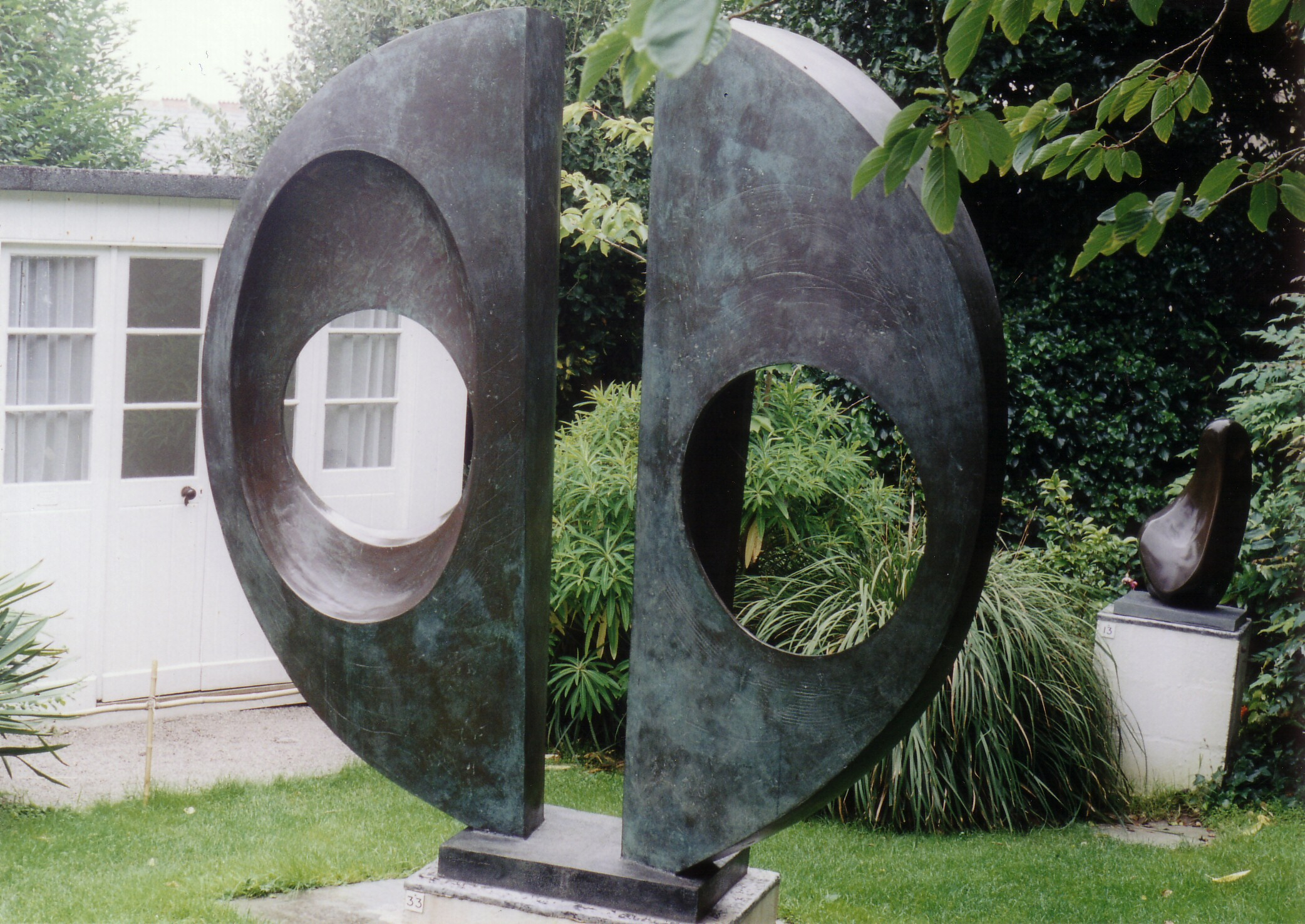
Two Forms, 1969, St Ives.
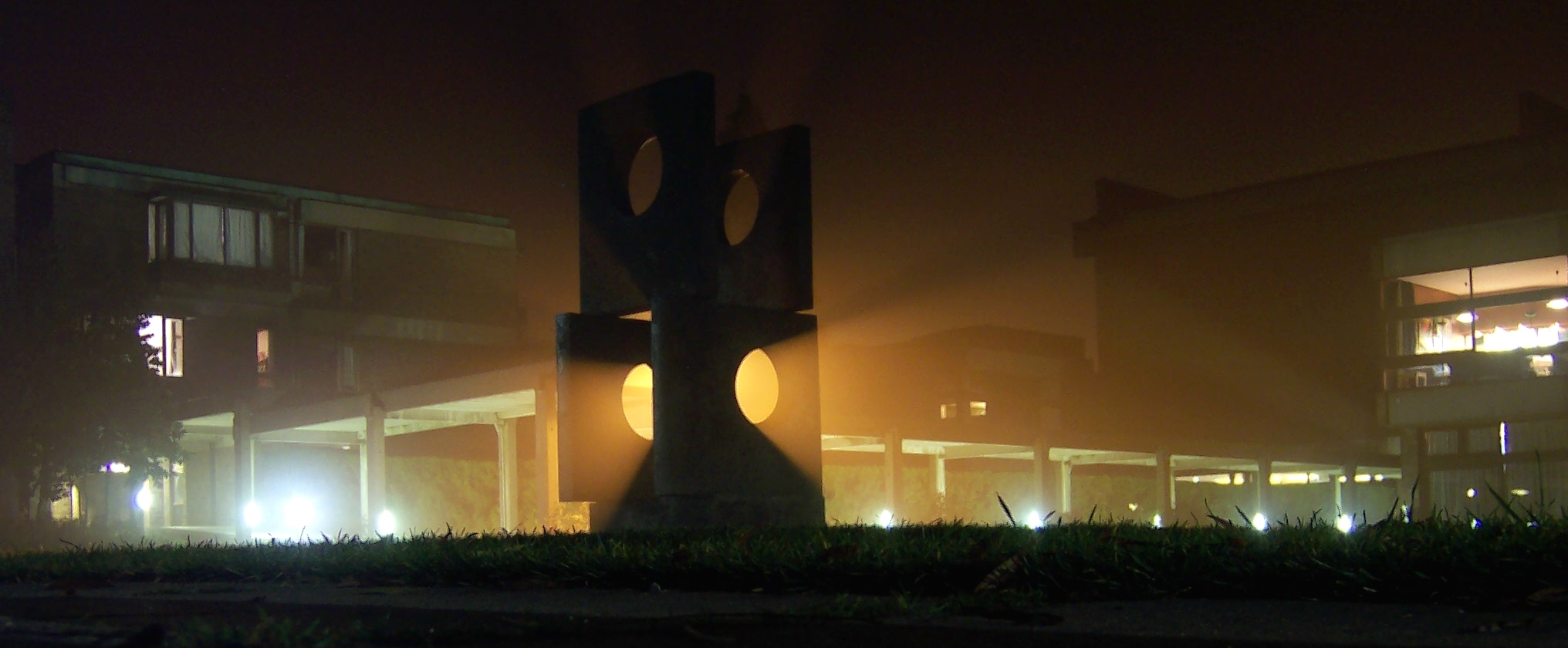
Four-Square (Walk Through), 1966, Churchill College, Cambridge
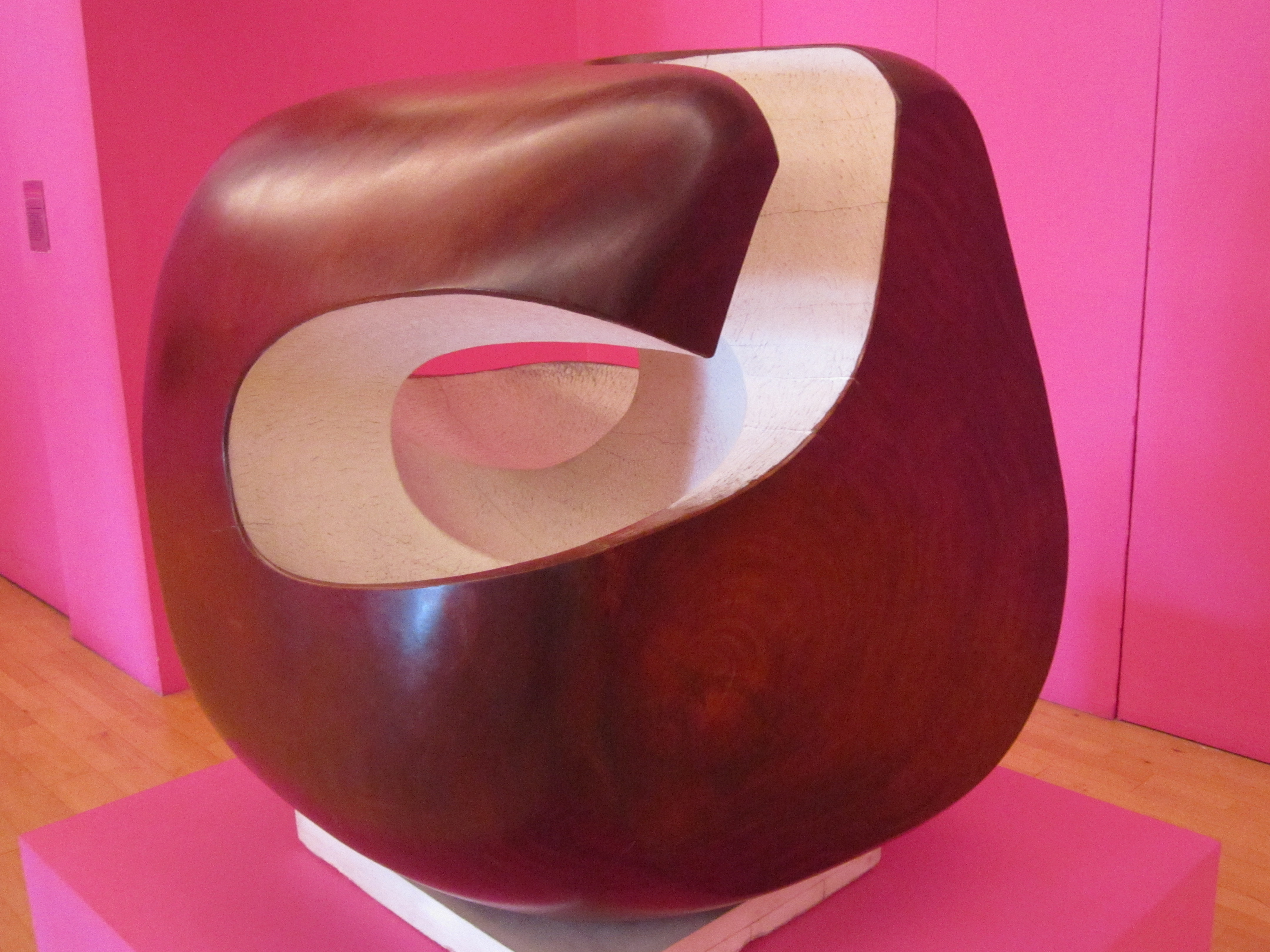
Corinthos (esculpido em madeira de guaré), 1954–55, na Tate Liverpool

## Lista de trabalhos selecionados
| Ano     | Título                                         | Notas |
| 1927    | Doves                                          | [ 8 ] |
| 1932–33 | Seated Figure                                  |       |
| 1933    | Two Forms                                      |       |
| 1934    | Mother and Child                               | [ 8 ] |
| 1935    | Three Forms                                    |       |
| 1936    | Ball Plane and Hole                            |       |
| 1937    | Pierced Hemisphere 1                           | [ 8 ] |
| 1940    | Sculpture with Colour (Deep Blue and Red)      |       |
| 1943    | Oval Sculpture                                 |       |
| 1943–44 | Wave                                           |       |
| 1944    | Landscape Sculpture                            |       |
| 1946    | Pelagos                                        |       |
| 1946    | Tides                                          |       |
| 1947    | Blue and green (arthroplasty) 31 December 1947 |       |
| 1948    | Surgeon Waiting                                |       |
| 1949    | Operation: Case for Discussion                 |       |
| 1951    | Group I (Concourse) 4 February 1951            |       |
| 1953    | Hieroglyph                                     |       |
| 1953    | Monolith-Empyrean                              |       |
| 1954–55 | Two Figures                                    |       |
| 1955    | Oval Sculpture (Delos)                         |       |
| 1955–56 | Coré                                           |       |
| 1956    | Curved Form (Trevalgan)                        |       |
| 1956    | Orpheus (Maquette), Version II                 |       |
| 1956    | Stringed Figure (Curlew), Version II           |       |
| 1958    | Cantate Domino                                 |       |
| 1958    | Sea Form (Porthmeor)                           |       |
| 1959    | Curved form with inner form – anima            |       |
| 1960    | Figure for Landscape                           |       |
| 1960    | Archaeon                                       |       |
| 1960    | Meridian                                       |       |
| 1961    | Curved Form                                    |       |
| 1962–63 | Bronze Form (Patmos)                           |       |
| 1963    | Winged Figure                                  |       |
| 1963–65 | Sphere with Inner Form                         |       |
| 1964    | Rock Form (Porthcurno)                         |       |
| 1964    | Sea Form (Atlantic)                            |       |
| 1964    | Oval Form (Trezion)                            | [ 8 ] |
| 1964    | Single Form                                    |       |
| 1966    | Figure in a Landscape                          |       |
| 1966    | Four-Square Walk Through                       |       |
| 1967    | Two Forms (Orkney)                             |       |
| 1968    | Two Figures                                    |       |
| 1969    | Two Forms                                      |       |
| 1970    | Family of Man                                  |       |
| 1971    | The Aegean Suite                               |       |
| 1971    | Summer Dance                                   |       |
| 1972    | Minoan Head                                    |       |
| 1972    | Assembly of Sea Forms                          |       |
| 1973    | Conversation with Magic Stones                 |       |

Cabeças de retratos em mármore datadas de Londres, ca. 1927, de Barbara Hepworth por John Skeaping e de Skeaping por Hepworth, estão documentados por fotografia no catálogo Skeaping Retrospective, mas acredita-se que ambos estejam perdidos.